# David Zabolotny
David Zabolotny (ur. 31 marca 1994 we Frankfurcie nad Menem) – polski hokeista, reprezentant Polski.

## Kariera
- SMS II Sosnowiec (2010/2011)
- SMS I Sosnowiec (2010-2013)
- JKH GKS Jastrzębie (2013-2017)
  -  JKH GKS Jastrzębie U20 (2013/2014)
  -  Orlik Opole (2013/2014)
- EV Lindau (2017-2019)
- Deggendorfer SC (2019-2020)
- Hannover Indians (2020-2021)
- Cracovia (2021-2023)
- EHC Freiburg (2023-)

Urodził się we Frankfurcie nad Menem i do 1999 mieszkał w niemieckim mieście Bad Nauheim, po czym wraz z rodziną przeprowadził się do Opola. Posiada obywatelstwo polskie i niemieckie.
Został wychowankiem klubu hokejowego Orlik Opole. Jego brat bliźniak Patryck także został hokeistą. Obaj zostali absolwentami NLO SMS PZHL Sosnowiec z 2013.
W maju 2013 został zawodnikiem JKH GKS Jastrzębie. W maju 2015 przedłużył kontrakt z klubem. Od października 2017 zawodnik niemieckiego klubu EV Lindau. W marcu 2018 przedłużył kontrakt z tym klubem, a w kwietniu 2019 został zwolniony. Od maja 2019 do marca 2020 był zawodnikiem Deggendorfer SC. W maju 2020 przeszedł do Hannover Indians. Na początku lipca 2021 ogłoszono jego transfer do Cracovii. Pod koniec kwietnia 2023 ogłoszono jego angaż w niemieckim klubie EHC Freiburg.
W barwach reprezentacji Polski do lat 18 uczestniczył w turnieju mistrzostw świata juniorów do lat 18 w 2012 (Dywizja IB) oraz w barwach reprezentacji Polski do lat 20 uczestniczył w turnieju mistrzostw świata juniorów do lat 20 w 2013 (Dywizja IA), 2014 (Dywizja IB). Został kadrowiczem seniorskiej kadry Polski. W barwach Polski uczestniczył w turnieju mistrzostw świata edycji 2022 (Dywiza IB), 2023 (Dywizja IA), 2024 (Elita).
W trakcie kariery zawodnik zyskał pseudonim Zabol.

## Sukcesy
Reprezentacyjne
- Awans do mistrzostw świata do lat 20 Dywizji I Grupy A: 2013
- Awans do mistrzostw świata I Dywizji Grupy A: 2022
- Awans do mistrzostw świata Elity: 2023

Klubowe
- Brązowy medal mistrzostw Polski: 2014 z JKH GKS Jastrzębie
- Srebrny medal mistrzostw Polski: 2015 z JKH GKS Jastrzębie
- Puchar Polski: 2021 z Cracovią
- Puchar Kontynentalny: 2022 z Cracovią

Indywidualne
- Mistrzostwa Świata Juniorów w Hokeju na Lodzie 2013/I Dywizja#Grupa B:
  - Czwarte miejsce w klasyfikacji skuteczności interwencji w turnieju: 93,33%[22]
  - Czwarte miejsce w klasyfikacji średniej goli straconych na mecz w turnieju: 1,81
- Mistrzostwa Świata Juniorów w Hokeju na Lodzie 2014/I Dywizja#Grupa A:
  - Piąte miejsce w klasyfikacji skuteczności interwencji w turnieju: 87,73%[23]
  - Szóste miejsce w klasyfikacji średniej goli straconych na mecz w turnieju: 3,93
  - Najlepszy zawodnik reprezentacji na turnieju[24]